# والتر دبليو. باول
والتر دبليو. باول (بالإنجليزية: Walter W. Powell)‏ هو عالم اجتماع أمريكي، ولد في 1948.